# Trocani, Gorj
Trocani este un sat în comuna Dănești din județul Gorj, Oltenia, România.
Este situat la 15 kilometri de municipiul Târgu-Jiu. Satul Trocani are o populație de 244 de persoane și face parte din comuna Dănești.
 Acest articol despre o localitate din județul Gorj este deocamdată un ciot. Puteți ajuta Wikipedia prin completarea lui.